# Acanthobdella peledina
Acanthobdella peledina ist eine fischparasitische Egelart, die in der borealen Zone Lachsfische parasitiert. Die Art besitzt wissenschaftliche Bedeutung als eine Übergangsform, die mosaikartig Merkmale der Egel und der Wenigborster (wissenschaftlicher Name: Oligochaeta) aufweist, so dass ihre Verwandtschaft lange Zeit ungeklärt war.

## Beschreibung
Die Tiere erreichen je nach Region etwa 19 bis 32 Millimeter Länge und 3 bis 5 Millimeter Durchmesser (selten noch darüber), die meisten Tiere überschreiten aber kaum 15 Millimeter Länge. Sie bestehen aus 29 Segmenten (Somiten). Jeder Somit ist oberflächlich, wie typisch für alle Egel, in eine Folge von Ringeln oder Annuli gegliedert. Bei der Art sind es im mittleren Rumpfabschnitt vier Annuli pro Somit. Die Abfolge der Somite ergibt eine gleichmäßige Ringelung des wurmartigen, von oben nach unten (dorsoventral) abgeflachten Körpers, der durch einen schwach erweiterten Hinterabschnitt etwa spindelförmige Gestalt besitzt. Bei geschlechtsreifen Tieren ist der Körper vorn durch eine Abfolge von jeweils zwei braunen und zwei gelben Annuli geringelt. Ansonsten ist die Färbung äußerst variabel, zwischen gelblich, grau und dunkelgrün mit gelber Fleckung. Abweichend von den meisten Egeln, die am Vorder- und am Hinterende des Körpers einen Saugnapf besitzen, hat Acanthobdella peledina nur einen Saugnapf, am Hinterende. Dieser besteht aus vier Somiten, ist relativ klein und sitzt senkrecht zur Körperachse des Tiers. Die kleine Mundöffnung sitzt ventral am wenig abgesetzten und differenzierten Kopf. Auf den Somiten vier bis sechs sitzt auf der Oberseite jeweils ein Augenpaar, also insgesamt sechs Augen. Außerdem tragen die Somite zwei bis vier jeweils vier Paare kräftiger, hakenförmiger Borsten (Setae), die in fünf Längsreihen angeordnet sind (also insgesamt 40 Borsten). Diese dienen, ähnlich wie sonst der Saugnapf, zum Festhalten auf dem Wirt. Das Vorhandensein solcher Borsten ist typisch für die Ringelwürmer, tritt aber bei den Egeln nur bei den Borstenegeln auf, die nach diesem Merkmal benannt wurden. Auch der wissenschaftliche Name nimmt darauf Bezug (altgriechisch ákanthos bedeutet Dorn).
Bei der Reproduktion bildet die Art, wie alle Gürtelwürmer, eine drüsig aufgetriebene „Gürtel“region, Clitellum genannt, aus, die zur Abscheidung des Eikokons dient. Die Geschlechtsöffnungen oder Gonoporen liegen ventral in der Mittellinie der Clittelarregion, die männliche vor der weiblichen. Die männliche liegt dabei in der Furche zwischen dem zweiten und dritten Somiten, die weibliche auf dem dritten Somiten des Clitellums, in der Furche zwischen dem dritten und vierten Annulus. Wie alle Clitellata sind die Tiere vormännliche (protandrische) Zwitter. Der Verdauungskanal der Tiere ist relativ einfach gebaut, der Ösophagus ist kaum gegenüber dem Darm abgesetzt. Die für viele blutsaugenden Egel typischen Blindsäcke (Caeca) fehlen. Am Ende sitzt eine Analdrüse, deren Funktion unbekannt ist.

## Biologie und Lebensweise
Die Art lebt in kalten Seen. Überwiegend sitzen die Tiere als Ektoparasiten auf ihren Wirten. Das sind Fische aus der Familie der Lachsfische (Salmonidae) und der nahe verwandten Coregonidae (oft als Unterfamilie dieser aufgefasst). Wichtigste Wirtsarten sind Forelle (Salmo trutta), Saiblinge (Salvelinus spp.) wie der Wandersaibling (Salvelinus alpinus), die Weißlachs-Unterart Stenodus leucichthys nelma, der Tugun (Coregonus tugun) und die Arktische Äsche (Thymallus arcticus). Sie können überall auf dem Wirt angetroffen werden, bevorzugt aber an der Basis der Rückenflosse. Sie halten sich dort mit dem Saugnapf fest. Das Vorderende wird zur Aufnahme von Blut an verschiedenen Stellen mit den Hakenborsten im Wirt verankert. Die Tiere verlassen den Wirt nur zur Paarung. Etwa eine Woche danach produzieren sie einen weichen, durchscheinenden Kokon, der an Hartsubstrate am Gewässergrund angeheftet wird. Später erhärtet dieser und ist dann braun gefärbt. Ein Kokon enthält 13 bis 33 Eier. Die Jungegel schlüpfen nach etwa 7 Monaten (bei 4 °C Wassertemperatur), sie sind dann etwa zwei Millimeter lang. Jungegel erkennen Fische an der Wasserbewegung und versuchen, sich an ihnen mit dem beborsteten Vorderende festzuhaken. Vom Wirt getrennt, verankern sich auch ältere Tiere am Untergrund und führen mit dem Vorderende, ähnlich Fischegeln, Suchbewegungen aus.

## Verbreitung
Die Art lebt im nördlichen Skandinavien, in Sibirien und Alaska.

## Phylogenie und Systematik
Der Erstbeschreiber der Art, der deutsche Zoologe Adolf Eduard Grube, schreibt die Entdeckung dem Naturforscher Alexander Theodor von Middendorff zu. Die erste genauere Untersuchung nahm 1906 der russische Zoologe Nikolaj Alexander Livanow vor.
Acanthobdella peledina bildet mit der nur auf Kamtschatka und der Tschuktschen-Halbinsel in Ostsibirien verbreiteten Art Acanthobdella livanowi (Epshtein, 1966) (nach anderer Auffassung in eine eigene Gattung gestellt und dann Paracanthobdella livanowi genannt) die Familie Acanthobdellidae, die einzige Familie der Ordnung Acanthobdellida. Da diese weitaus später entdeckt wurde, galt sie lange Zeit als einziger Vertreter der Acanthobdellida oder Borstenegel. Diese Gruppe stellte die Systematiker lange Zeit vor Rätsel, weil einige Merkmale auf eine Zugehörigkeit zu den Egeln, andere zu den Wenigborstern hindeuteten.
Problematisch war vor allem das Verhältnis zu den „echten“ oder „höheren“ Egeln (je nach Autoren Hirudinida, Euhirudinea oder Autobdella benannt) und den Branchiobdellida, einer weiteren parasitischen Gruppe, die von verschiedenen Autoren zwischen den Egeln und den Wenigborstern hin- und hergeschoben wurde. Das Verhältnis dieser Gruppen zueinander ist bis heute ungeklärt. Nach morphologischen Daten und einigen Ergebnissen anhand von DNA-Analysen sind die Borstenegel näher mit den echten Egeln verwandt. Anderen Untersuchungen zufolge bilden sie die Schwestergruppe der echten Egel und der Branchiobdellida zusammen. Beide Theorien haben bis heute Anhänger.